# Grimpoteuthis albatrossi
Grimpoteuthis albatrossi är en bläckfiskart som först beskrevs av Sasaki 1920.  Grimpoteuthis albatrossi ingår i släktet Grimpoteuthis och familjen Opisthoteuthidae. Inga underarter finns listade i Catalogue of Life.